# Districte de Sarreguemines
El Districte de Sarreguemines (fràncic lorenès Arrondissement Sààrgeminn) és un dels nou districtes amb què es divideix el departament del Mosel·la, a la regió del Gran Est. Té 6 cantons i 83 municipis. El cap del districte és la sotsprefectura de Sarreguemines.

## Cantons
- cantó de Bitche
- cantó de Rohrbach-lès-Bitche
- cantó de Sarralbe
- cantó de Sarreguemines
- cantó de Sarreguemines-Campagne
- cantó de Volmunster